# ザ・ベイビー/呪われた密室の恐怖
『ザ・ベイビー/呪われた密室の恐怖』（ザ・ベイビー/のろわれたみっしつのきょうふ、原題：The Baby）は、1973年制作のアメリカ合衆国のサイコ・ホラー映画。テッド・ポスト監督。
日本では劇場未公開で、テレビ放送された際、そのあまりの衝撃的な内容から、テレビ局に問い合わせが殺到したという伝説を持つ。

## あらすじ
ソーシャルワーカーのアンは、ワズワース家に赤ちゃんのお世話係として雇われる。しかし、夫人とその娘たちが“ベイビー”と呼ぶ赤ちゃんは、何と成人男性だった。
彼は夫人とその娘たちの自由にするために、生まれた時から現在に至るまでずっとオムツを着けさせられ、知能・精神・体力ともに成長することを許されず、名前すらも付けられていなかった。さらに、彼を助け出そうと近づく者たちは皆ことごとく彼女らに排除され、時には命を奪われていた。
その異様な事態に気づいたアンは“ベイビー”を助け出そうと奔走するが、罠にはめられ、捕らわれの身となってしまう。

## キャスト
- アン：アンジャネット・カマー
- ワズワース夫人：ルース・ローマン
- ジャーメイン・ワズワース：マリアンナ・ヒル
- アルバ・ワズワース：スザンヌ・ゼノア
- デニス：マイケル・パタキ
- “ベイビー”：デヴィッド・マンジー

※日本語吹替はBD収録。テレビ放送年月日・番組名不明。